# Македонська Вікіпедія
Македонська Вікіпедія (мак. Македонската Википедија) — розділ Вікіпедії македонською мовою, що відкрився у вересні 2003 року. У 2007 здолала бар'єр в 10000 статей. На 14 квітня 2010 містила 39 767 статті, 19 089 зареєстрованих користувачів, 15 адміністраторів і 3 бюрократа.
А вже на 26 січня 2011 року мала 43 532 статті, 25 639 зареєстрованих користувачів, 17 адміністраторів і 3 бюрократа.
Македонський розділ Вікіпедії часто згадувався в місцевих газетах, наприклад, в газеті «Нова Македонија».
Македонська Вікіпедія станом на 25 березня 2025 року містить 150 987 статей, 122 136 зареєстрованих користувачів, 264 активних дописувачів, 12 адміністраторів
. Загальна кількість сторінок в македонській Вікіпедії — 578 861, редагувань — 5 337 913, завантажених файлів — 9542
. Глибина (рівень розвитку мовного розділу) македонської Вікіпедії середня і становить 74.1 пунктів
. 
За кількістю статей перебуває на 64-му місці серед усіх мовних розділів та на 12-му серед слов'яномовних розділів Вікіпедії (між словенською та боснійською Вікіпедіями).

## Історія
- 2 жовтня 2011 — 50 000 статей.
- 1 травня 2019 — 100,000 статей.

## Аналіз відвідуваності македонської Вікіпедії
| \| Перегляди за країною (вересень 2018)[9] \| Перегляди за країною (вересень 2018)[9] \| Перегляди за країною (вересень 2018)[9] \| Перегляди за країною (вересень 2018)[9] \| Перегляди за країною (вересень 2018)[9] \| \| --------------------------------------- \| --------------------------------------- \| --------------------------------------- \| --------------------------------------- \| --------------------------------------- \| \| \| \| \| \| \| \| Північна Македонія \| Північна Македонія \| \| 63.4% \| 63.4% \| \| КНР \| КНР \| \| 19.7% \| 19.7% \| \| Німеччина \| Німеччина \| \| 4.7% \| 4.7% \| \| США \| США \| \| 3.7% \| 3.7% \| \| Франція \| Франція \| \| 3.4% \| 3.4% \| \| Нідерланди \| Нідерланди \| \| 1.1% \| 1.1% \| \| Канада \| Канада \| \| 1.0% \| 1.0% \| \| інші \| інші \| \| 3.0% \| 3.0% \| |                    |  |       |       |
| Перегляди за країною (вересень 2018) |                    |  |       |       |
| |                    |  |       |       |
| Північна Македонія | Північна Македонія |  | 63.4% | 63.4% |
| КНР | КНР                |  | 19.7% | 19.7% |
| Німеччина | Німеччина          |  | 4.7%  | 4.7%  |
| США | США                |  | 3.7%  | 3.7%  |
| Франція | Франція            |  | 3.4%  | 3.4%  |
| Нідерланди | Нідерланди         |  | 1.1%  | 1.1%  |
| Канада | Канада             |  | 1.0%  | 1.0%  |
| інші | інші               |  | 3.0%  | 3.0%  |